# عائد السلاح النووي

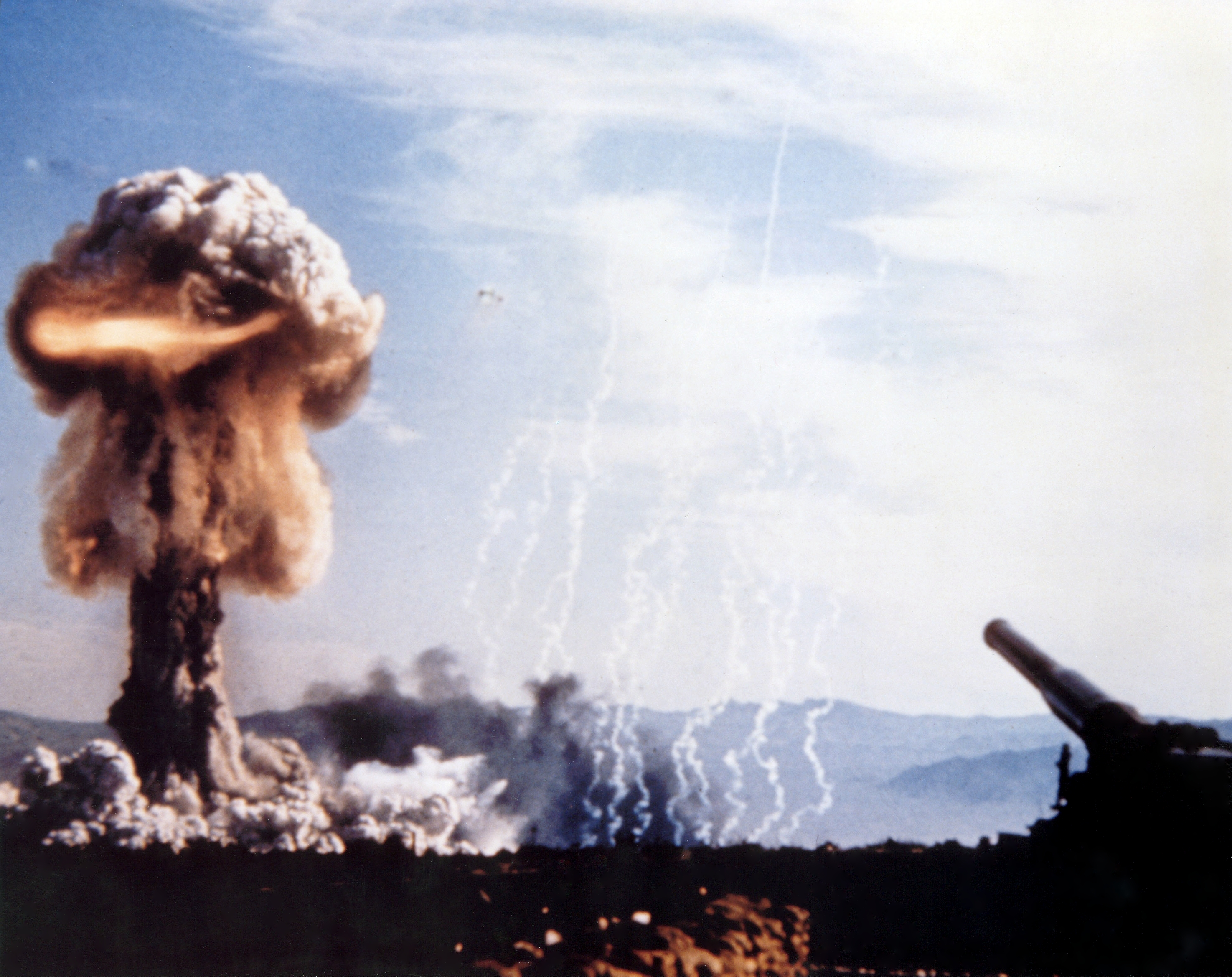

العائد المتفجر من السلاح النووي هو مقدار الطاقة التي تنطلق حين ينفجر سلاح نووي معين، ويُعبر عنه عادةً بوحدة مكافئ تي إن تي (الكتلة المعيارية المكافئة من ثلاثي النتروتولوين التي تنتج نفس المقدار من طاقة التفريغ إذا حصل التفجير بها)، أو بالكيلوطن (وهو ألف طن من مادة تي إن تي)، أو الميغاطن (وهو مليون طن من مادة تي إن تي)، أو أحيانا بوحدة تيراجول. يكافئ العائد المتفجر لواحد تيراجول 0.239 كيلوطن من مادة تي إن تي. يُعتبر التعريف التقليدي أن كيلوطن واحد من مادة تي إن تي يعادل ببساطة 1012 كالوري، بسبب أن الدقة في أي عملية قياس للطاقة التي تطلقها مادة تي إن تي تبقى غير ثابتة دائمًا.
معدل «العائد إلى الوزن» هو مقدار عائد السلاح مقارنةً بكتلة السلاح. يُقدّر الحد العملي الأقصى لمعدل «العائد إلى الوزن» للأسلحة الانشطارية (سلاح نووي حراري) بستة ميغاطن من مادة تي إن تي لكل طن متري من كتلة القنبلة (أي 25 تيراجول/ كيلوغرام). أُبلغ عن عوائد تبلغ 5.2 ميغاطن لكل طن وأعلى للأسلحة الكبيرة التي صُممت لتحمل رأس حربي واحد في فترة أوائل الستينيات من القرن العشرين. أسفرت الرؤوس الحربية الأصغر، منذ ذلك الحين، واللازمة لتحقيق الكفاءة الصافية المتزايدة في الأضرار (أضرار القنبلة إلى كتلة القنبلة) في أنظمة الرؤوس الحربية المتعددة عن انخفاض في نسبة العائد إلى الكتلة للرؤوس الحربية الفردية الحديثة.

## أمثلة عن عوائد الأسلحة النووية
يعرض الجدول العوائد المتزايدة بالترتيب (معظم أرقام العوائد تقريبية):
| ملاحظات | العائد    | العائد                  | القنبلة                                                                         |
| ملاحظات | تيراجول   | كيلوطن من مادة تي إن تي | القنبلة                                                                         |
| سلاح نووي تكتيكي ذو عائد متغير، تبلغ كتلته 23 كيلوغرام فقط (51 باوند)، وهو أخف سلاح نشرته الولايات المتحدة (مشابهة للذخيرة الذرية الخاصة بالتدمير وصاروخ غار-11 فالكون النووي). | 0.084     | 0.02                    | ديفي كروكت                                                                      |
| صاروخ جو-جو مزود برأس دبليو 25 النووي، طُوّر لاعتراض أساطيل القاذفات. | 6.3       | 1.5                     | إير-2 جين                                                                       |
| قنبلة انشطارية من نوع المدفع مزودة بنظير اليورانيوم-35 (أولى القنبلتين النوويتين اللتين استُخدمتا في الحرب). | 75-54     | 18-13                   | قنبلة «الولد الصغير» التي أُطلقت على هيروشيما قنبلة غير موجهة                    |
| قنبلة انشطارية من النوع الانهياري مزودة بنظير البلوتونيوم-39 (ثاني القنبلتين اللتين استُخدمتا في الحرب). | 92-84     | 22-20                   | قنبلة «الرجل البدين» التي أُطلقت على ناغازاكي قنبلة غير موجهة                    |
| اثنا عشر من هذه قد تكون في صاروخ تريدنت المحمول في مركبة إعادة الدخول المتعدد المستهدفة بشكل مستقل؛ تقتصر المعاهدة على ثمانية فقط. | 420       | 100                     | الرأس الحربي دبليو 76                                                           |
| عشرة من هذه قد تكون في صاروخ إل جي إم-118 التابع لقوات حفظ السلام. | 1300      | 300                     | الرأس الحربي دبليو 87                                                           |
| اثنا عشر من هذه قد تكون في صاروخ تريدنت 2؛ تقتصر المعاهدة على ثمانية فقط. | 1990      | 475                     | الرأس الحربي دبليو 88                                                           |
| أقوى قنبلة انشطارية نقية صنعتها الولايات المتحدة، تحتوي على 60 كيلو غرام من اليورانيوم، وهي من النوع الانهياري، ولم تنشر قط. | 2100      | 500                     | جهاز إيفي كينج                                                                  |
| أقوى رأس نووي صاروخي انشطاري معزز اختبرته المملكة المتحدة. | 3000      | 720                     | أورانج هيرلاد سمول                                                              |
| سلاح نووي ذو عائد غير ثابت، وهو أقوى سلاح أمريكي في الخدمة الفعلية. | 5000      | 1200                    | القنبلة النووية بي 83                                                           |
| كانت أقوى قنبلة نووية في الخدمة الفعلية حتى عام 1997. احتُفظ بخمسون قنبلة منها «تحوطُا» في ترسانة المخزن الاحتياطي الثابت إلى أن فُككت بالكامل عام 2011. استُبدل بالقنبلة مود 11 المختلفة عن بي 61 قنبلة بي 53 في دور القنابل الخارقة للأرض. اسُتخدم الرأس الحربي دبليو 53 من القنبلة النووية بي 53 على صاروخ تيتان الثاني إلى أن خرج النظام من الخدمة عام 1987. | 38,000    | 9000                    | القنبلة النووية بي 53                                                           |
| كان أقوى اختبار أمريكي. لم يُنشر قط. | 63,000    | 15,000                  | جهاز قلعة برافو                                                                 |
| أقوى الأسلحة الأمريكية على الاطلاق: 25 ميغاطن من مادة تي إن تي (100 بيتا جول). | 100,000   | 25,000                  | قنابل إي سي 17/ إم كيه-17، وقنبلة إي سي 24/ إم كيه-24/ وقنبلة بي 41 (إم كيه-41) |
| سلسلة الاختبارات ذات العائدات الأكبر التي نفذتها الولايات المتحدة | 202,000   | 48,200                  | سلسلة اختبارات عملية القلعة النووية كاملةً                                       |
| صُنع في الاتحاد السوفيتي، وهو أقوى سلاح نووي فُجّر على الاطلاق، يبلغ عائده 50 ميغاطن، (50 ميلون طن من مادة تي إن تي). يمكن أن يصل في شكله «النهائي» (أي مع تداخل اليورانيوم المنضب بدلًا من الرصاص) إلى 100 ميغاطن. | 210,000   | 50,000                  | جهاز قنبلة القيصر                                                               |
| يبلغ عائدها مجموع الطاقة المنفذة خلال جميع التجارب السابقة. | 2,135,000 | 510,300                 | كل الاختبارات النووية ابتداءً من عام 1996                                        |

وعلى سبيل المقارنة، فإن العائد الناجم عن انفجار قنبلة جي بي يو-43/بي يبلغ 0.011 كيلوطن، بينما بلغ تفجير مدينة أوكلاهوما، الذي نُفذ باستخدام قنبلة سماد طبيعي محمولة في شاحنة، 0.002 كيلوطن. تعد معظم الانفجارات الاصطناعية غير النووية أصغر بكثير من تلك التي تعتبر أسلحة نووية صغيرة جدًا.

### حدود العائد
يعد معدل «العائد إلى الوزن» هو مقدار عائد السلاح مقارنة بكتلة السلاح. يبلغ الحد الأقصى لمعدل «العائد إلى الوزن» بالنسبة لأسلحة الاندماج، وفقًا لمصمم الأسلحة النووية تيد تايلور، حوالي 6 ميغاطن من مادة تي إن تي لكل طن متري (25 تيراجول / كيلوغرام). لا يُستمد «حد تايلور» من المبدأ الأول (اقتراح أو افتراض أساسي وتأسيسي وبديهي لا يمكن استخلاصه من أي افتراض أو اقتراح آخر)، وأُلفت نظريات كثيرة عن أسلحة ذات عائد عالي يصل إلى 9.5 ميغاطن لكل طن متري. تعد أعلى القيم المحققة أقل من ذلك نوعًا ما، وتميل القيمة إلى الانخفاض بالنسبة للأسلحة الأصغر والأخف قوة، أي من النوع الذي يُؤكد على وجوده في ترسانات اليوم، المصممة للاستخدام في مركبات إعادة الدخول المتعددة المستهدفة بشكل مستقل، أو التي تُطلق بواسطة أنظمة صواريخ كروز.